# Amata flaviguttata
Amata flaviguttata là một loài bướm đêm thuộc phân họ Arctiinae, họ Erebidae.